# Meerwaardebelasting (België)
België kent verschillende vormen van meerwaardebelasting in de personenbelasting. Meerwaarden op de verkoop van onroerende goederen binnen de 5 jaar na verwerving worden belast aan 16,5%, tenzij het gaat om een geërfde of eigen woning. Meerwaarden op niet-professionele en abnormaal speculatieve aandelentransacties worden belast aan 33%. Het regeerakkoord van de regering-De Wever stelde op 31 januari 2025 een ruimere meerwaardebelasting op financiële activa in het vooruitzicht. Het betrof een politiek akkoord voor een belastingheffing van 10% op aandelen, verzekeringsproducten (tak 21 en tak 23), obligaties, beleggingsfondsen, opties, financiële derivaten,  trackers, cryptomunten en andere financiële instrumenten. Er zou een compensatie zijn met de realisatie van minwaarden op deze producten. Er werd een jaarlijkse vrijstelling van 10.000 euro voorzien (jaarlijks te indexeren). De belasting zou gelden zowel voor natuurlijke als voor rechtspersonen. Aandelenbelangen van meer dan 20% in een onderneming zouden onder een gunstigere regeling vallen met progressieve tarieven van 0 tot 10%. De meerwaarde zou worden berekend vanaf een tijdstip dat de wet zal bepalen; er wordt geen rekening gehouden met reeds vroeger gerealiseerde meerwaarden. De modaliteiten blijken vatbaar voor discussie te zijn.
In de vennootschapsbelasting zijn andere principes van toepassing.

## Meerwaardebelasting op financiële activa

### Bestaande belasting op abnormaal beheerde aandelen
In België bestaat sinds de wet van 11 december 2008 een belastingheffing van 33 procent op netto meerwaarden van aandelen en andere financiële activa die het gevolg zijn van "abnormaal beheer van het privévermogen". Het betreft private personen die uitzonderlijke speculatieve beleggingen met veel risico uitvoeren met het doel om snel winst te maken en die sterk afwijken van het beheer door een "normale en voorzichtige persoon". Dit wordt op grond van concrete feiten beoordeeld.

### Belasting op financiële activa

#### Voorgeschiedenis
Hoewel in de periode november 2024-juni 2025 vele politieke, sociale en economische discussies werden gevoerd onder het moto "de sterkste schouders moeten de zwaarste lasten dragen", is het resultaat niet een instrument dat moet leiden om inkomsten op een gelijkaardige manier te belasten, maar wel een politiek instrument dat moet bijdragen tot herverdeling van de budgettaire keuzes van de regering. Het is dus een politieke keuze die alle partijen uit de zogenaamde Arizona-coalitie voldoende elementen gaf om het akkoord te verdedigen tegenover hun achterban. In werkelijkheid werd een akkoord over de werkloosheidhervorming politiek gekoppeld aan de meerwaardebelasting. De bereikte akkoorden rond de werkloosheidshervorming zouden niet in voege gaan zo lang er geen akkoord is over deze meerwaardebelasting. Uit een enquête in april 2025 blijkt dat een meerderheid van de bevolking achter het idee van een meerwaardebelasting staat.
Dit fiscaal compromis werd gesloten in een ultiem overleg tussen de coalitiepartijen op een moment dat de regeringsvorming, die toen al meer dan zeven maanden aansleepte, finaal leek te mislukken. Het week af van de bestaande voorbereidende financiële studies over de meerwaardebelasting en was daarom vaag over de uitvoering en de details en hield geen rekening met mogelijke consequenties. Hierdoor ontstonden enkele dagen later al discussies over de vrijstellingen en modaliteiten, waarbij zelfs premier De Wever openlijk blijk gaf van een twijfelachtige interpretatie van het akkoord, in het bijzonder over de vrijstelling van aandelen die tien jaar in het bezit zijn en de aandelen van ondernemingen.

#### Verwachte opbrengsten
De partijen in de regeringsformatie wilden geen extra belastingen. In het regeerakkoord werd de meerwaardebelasting daarom beschreven als een "solidariteitsbijdrage". Zonder uitzonderingen zou deze belasting volgens FOD Financiën tot 1,25 miljard euro kunnen opbrengen.  Volgens de Belgische econoom Wim Moesen zou de netto-opbrengst van de belasting slechts 500 miljoen euro bedragen, minder dan 0,2% van de federale inkomsten en tevens de doelstelling van de regering. Gezien de vele onzekerheden in het akkoord twijfelt de Hoge Raad van Financiën zelfs over de haalbaarheid van deze prognose. Het verschil zit vooral in de discussie rond de vrijstelling aandeelhouders die minstens 20% van de aandelen in een bedrijf bezitten en zouden kunnen rekenen op een vrijstelling tot 1 miljoen euro, met oplopende tarieven, waarbij het de schijf van 10 procent pas vanaf 10 miljoen euro meerwaarde bereikt zou worden en daarnaast een aantal variabele premissen die bij de raming werden gebruikt.

#### Verdere discussies
In juni 2025 ontstond er tijdens de bespreking van de modaliteiten van deze meerwaardebelasting een politieke discussie of het pensioensparen (derde pijler) en de groepsverzekering (tweede pijler) bij uitkering, bovenop de reeds bestaande basisbelasting, extra zouden worden belast. Er kwam een algemene consensus zijn om de "gewone" pensioenspaarder vrij te stellen. De impact van deze terminologie was onduidelijk, maar bood een belangrijke opening voor verdere onderhandelingen. Voor de groepsverzekering was de situatie niet duidelijk. Onderzoek aan de KU Leuven toonde aan dat de groepsverzekering vooral ten goede komt aan de 20% hoogste lonen, met een significante inbreng van de overheid (fiscale voordelen voor werkgevers en werknemers tijdens de kapitaalsopbouw). Als compensatie bestaat er al sinds 2012 de bijzondere bijdrage Sociale Zekerheid (solidariteitsbijdrage). Het gevaar bestaat om deze vormen van sparen op lange termijn te ontmoedigen. Als alle vormen van winstbelasting zouden worden gecumuleerd, wordt de vrijstelling van 10.000 euro ook bij de middenklasse vlug bereikt, en vormt het dus een extra belasting voor een groot deel van de bevolking. Dit in tegenstelling tot het originele en uiteindelijke doel om vooral de sterkste schouders deze meerwaardebelasting te laten dragen; ook dit gaf aanleiding tot nieuwe discussies. Ook de ruime uitzonderingen voor kapitaalkrachtigen die minstens 20% van een vennootschap bezaten die waren voorzien in het oorspronkelijk ontwerp van minister van Financiën Jambon leidden in deze optiek tot spanningen. Ten slotte werd de grens van 10.000 euro opnieuw ter discussie gesteld; de CD&V eiste 20.000 euro per belastingplichtige, uit de discussies bleek dat een "lichte" verhoging tot de mogelijkheden behoren, wat opnieuw ruimte voor onderhandelen bood.
De waarde-evolutie van niet-beursgenoteerde aandelen is niet eenduidig te bepalen.  De impact van de verkoop van een gedeelte dezelfde aandelen in een portefeuille die op verschillende tijdstippen zijn aangekocht wordt onderzocht om te beslissen of het  lifo- (last in - first out) of het fifo-systeem van toepassing is.  
Aangezien dit dossier de uitvoering van andere essentiële plannen van de regering verhinderde, mogelijks zelfs het defensieplan, en dus voor spanningen binnen de regering zorgde, zocht premier De Wever naar een snel compromis die alle partijen kon verzoenen.

###### Uiteindelijke beslissing
Op 30 juni 2025 kwam het tot een "historisch" akkoord over het invoeren vanaf 1 januari 2026 van een basisbelasting van 10% op meerwaarden op financiële activa, dit zijn onder andere beursgenoteerde en niet-beursgenoteerde aandelen, obligaties, geldmarktinstrumenten, goudbeleggingen, afgeleide producten, beleggingsfondsen en ETF’s.  Meerwaarden van pensioen- en langetermijnsparen en de groepsverzekering worden uitgesloten. De bestaande belastingen op deze producten blijven bestaan. Er is een jaarlijkse vrijstelling in de personenbelasting van 10.000 euro per belastingplichtige. Deze vrijstelling wordt verhoogd met een overdracht tot 1000 euro per jaar  tot een maximum van 15.000 euro, dat men de jaarlijkse vrijstelling in de voorafgaande jaren niet of nauwelijks gebruikt heeft. Indien men minder dan 1000 euro in een jaar heeft vrijgesteld mag men het saldo tot 1000 euro overdragen Dat maximum van 15.000 euro wordt bereikt indien men gedurende vijf achtereenvolgende jaren geen meerwaarde realiseert. Gerealiseerde minwaarden in dezelfde categorie van beleggingen mogen in mindering gebracht worden, maar niet overgedragen worden. De startpositie van de waarde van de financiële activa is de slotwaarde op 31 december 2025.  Er is evenwel een overgangsperiode van 5 jaar voorzien voor aandelen die voor een hogere prijs werden aangekocht. De vrijstelling moet teruggevorderd worden via de belastingaangifte. Deze belasting zou van toepassing zijn op natuurlijke personen, stichtingen en vzw's. Stichtingen en vzw's die fiscaal aftrekbare giften ontvangen zouden vrijgesteld worden. Wie gebruik wil maken van de vrijstelling van de meerwaardebelasting zal een stevige administratie moeten bijhouden.
Voor de bepaling van de meerwaarde is de fifo-methode van toepassing, dit betekent dat bij verkoop de meerwaarde berekend wordt op de oudste aandelen in de portefeuille.
Bij de waardebepaling van beursaandelen die op 31 december 2025 zal gebeuren in het kader van de start van de meerwaardebelasting, zullen meer- en minderwaarden niet helemaal gelijk behandeld worden. De regering sluit historische minwaardes helemaal uit, zonder uitzondering. Als volgend jaar een aandeel verkocht wordt voor 75 euro, dat op 31 december 80 euro waard was maar bij aankoop in 2024 100 euro, dan zal de belegger slechts 5 euro minwaarde kunnen inbrengen, in plaats van 25 euro. Het maximumpotentieel kan dus mogelijk niet worden benut.
Er werd een bijzondere meerwaardebelasting overeengekomen voor personen die een aanmerkelijk belang in een bedrijf bezitten, dit betreft vooral familiale ondernemingen. Een aanmerkelijk belang betekent dat de betrokken belastingplichtige minstens 20% van de waarde van een bedrijf bezit op het moment van de verkoop, dit wordt bekeken per belastingsplichtige afzonderlijk, dus niet cumulatief in familieverband. Voor de exacte bepalingen van het aandeel worden boekhoudkundige principes voorzien die aan fiscale controle onderhevig zijn. Voor personen die een aanmerkelijk belang in een bedrijf bezitten geldt een vrijstelling tot 1 miljoen euro. Boven dat bedrag geldt een getrapte belasting van 1,25% op de realisatie van meerwaarden tussen 1 en 2,5 miljoen euro, 2,5% tussen 2,5 en 5 miljoen,  5% tussen 5 miljoen en 10 miljoen en  10% voor gerealiseerde meerwaarden vanaf 10 miljoen euro. Deze vrijstelling kan slechts een keer per periode van 5 jaar gebruikt worden. Deze meerwaarde zou betrekking hebben op het bezit van alle vormen van bedrijven en vennootschappen, inclusief patrimoniumvennootschappen,managementvennootschappen en holdings, maar enkel in het kader van de personenbelasting. Bedrijven, vennootschappen of managementvennootschappen die zelf meerwaarden realiseren zijn niet aan deze belasting onderhevig omdat ze al belast worden in de vennootschapsbelasting. Voor eigenaars van startende ondernemingen zijn er uitzonderingen voorzien. Omgekeerd werd een strengere regeling overeengekomen voor personen die naar het buitenland verhuizen om de meerwaardebelasting te vermijden ("exittaks"). Ook voor holdings komt er een bijzondere heffing van 33 procent op interne meerwaarden gerealiseerd ten gevolge van interne verschuivingen binnen de holding. Met het sluiten van de "achterpoortjes" wil de regering een belangrijk signaal van "sociale rechtvaardigheid en eerlijkheid" aan de bevolking geven.
De Reynderstaks blijft behouden, maar enkel voor de componenten die niet onder de meerwaardebelasting vallen, dit zijn hoofdzakelijk de intresten en coupons. De opbrengst van de meerwaardebelasting zal jaarlijks geëvalueerd worden en eventueel bijgestuurd indien ze onder de verwachtingen blijft.  De vennootschapsbelasting werd niet aangepast. De verdere fiscale hervorming is voor later.  

###### Kritieken
- Op 30 juni 2025 stelt Bart Denys (docent aan de KU Leuven) in een opiniestuk in De Tijd dat de meerwaardebelasting die uiteindelijk afgeklopt is, niet de ‘sterkste schouders’ viseert. Deze meerwaardebelasting treft, volgens Bart Denys, met haar volle gewicht de middenklasse.[53] Andere fiscalisten vrezen dat beleggers in aandelen hun verkoopgedrag zullen afstemmen aan de fiscale regels, en in stukjes zullen verkopen om te kunnen genieten van de vrijstelling. Het aankopen van aandelen zou worden ontmoedigd, alsook het maandelijks investeren voor kinderen en kleinkinderen.[54] Omgekeerd stellen ander analisten juist dat de meerwaardebelasting aanleiding zal geven tot een sterke verhoging van het aantal transacties, waarbij Amerikaanse toestanden om op het einde van het jaar verliezen te nemen als compensatie op de winsten schering en inslag zouden worden.[55] Nog anderen vrezen voor het innovatieve aspect van de onderneming omdat dikwijls persoonlijke belangen van minder dan 20% van toepassing zijn in een onderneming en voor een verschuiving van beleggingen die nu onderhevig zijn aan de Reynderstaks naar beleggingen die enkel onderworpen zijn aan de lagere meerwaardebelasting.[52]
- Met een meerwaardebelasting die boven op de al complexe Reynderstaks komt, worden buitenlandse vermogensbeheerders nog meer afgeschrikt om hun beleggingsfondsen in ons land aan te bieden, menen fiscaal advocaten. Ook sectorfederatie BEAMA hekelt de 'bijzonder ingewikkelde berekeningen' die nodig zullen zijn.[56]
- Op 4 juli 2025 stelt Peter De Groote, hoofdredacteur van De Tijd, dat het Belgische bedrijfsleven beneden gemiddeld scoort door belastingen en complexiteit. Het dossier bleef haperen op de ministerraad, waar het moest worden afgeklopt. ‘Een kwestie van de laatste punten en komma’s’, luidde het.[57]

## Reynderstaks
De Reynderstaks is een belasting van 30% op de meerwaarden gerealiseerd bij verkoop van vastrentende effecten (in de praktijk vooral obligaties  en cash) in een accumulerende ETF (Exchange Traded Fund). Een accumulerende ETF herbelegt de dividenden, intresten en coupons automatisch als nieuw kapitaal in de betrokken ETF.  De taks is van toepassing van zodra een EFT minstens 10% in vastrentende effecten belegt. Deze meerwaardebelasting is vernoemd naar de voormalige minister van Financiën Didier Reynders.

## Meerwaardebelasting op onroerende goederen
Er is in België een meerwaardebelasting voorzien van 16,5% op de verkoop van bebouwde onroerende goederen binnen de 5 jaar. Voor gronden geldt  een meerwaardebelasting van 33% bij verkoop in de eerste vijf jaar na verwerving en 16,5% bij verkoop in de volgende 3 jaar. Indien de waarde van de bebouwing  minder dan 30% van de waarde van het onroerend goed bedraagt wordt het beschouwd als grond. Deze belasting geldt niet voor wat fiscaal als de "eigen woning" beschouwd wordt en voor onroerende goederen die verkregen zijn uit een erfenis. Er zijn ook uitzonderingen voor  minderjarigen, geesteszieken en onbekwaamverklaarden en voor onteigeningen. Bij de verkoop van woningen uit een schenking geldt een ander regime.

## Verkoop van aandelen uit de eigen vennootschap
Er is een belasting van 16,5% op meerwaarden bij (private) overdracht onder bezwarende titel naar een niet-Europese vennootschap van aandelen van een Belgische vennootschap waarvan de overdrager of zijn directe familie in de loop van de voorbije 5 jaar op een gegeven moment meer dan 25% van de aandelen in bezit had.
Bij de stopzetting of overdracht van een onderneming geldt het regime van belastingen op de de stopzettingsmeerwaarde.

## Belastingen op kapitaal
Kapitaal wordt in België reeds in alle vormen belast. In de eerste plaats is er al een roerende voorheffing van 30% op intresten en dividenden. De regering-Di Rupo probeerde tevergeefs een rijkentaks in te voeren. In 2016 bestond voor aandelen (tijdelijk) een lifo speculatietaks. In 2018 en 2020 werd er een effectentaks ingevoerd. Een aantal van deze belastingen werden teruggedraaid of moesten worden aangepast door een arrest van de Raad van State. Verder is er de beurstaks bij koop en verkoop van effecten. Het niet bestaan van een echt vermogenskadaster maakt het in België onmogelijk om een vermogensaanwasbelasting te heffen.
Een studie van de Europese Commissie in 2018 vermeldt dat de (impliciete) belastingen op kapitaal (40,7%) bijna even hoog waren als de belasting op arbeid (41,2%). De belasting op consumptie werd hier niet vermeld. De uiteindelijke belasting op kapitaal is zo hoog omdat er naast de roerende voorheffing, en de beurs- en verzekeringstaksen vele andere belastingen bestaan op eigendom: onroerende voorheffing, registratierechten, erfbelasting, schenkingsrechten. Wel is het zo dat beleggingsvennootschappen roerende belasting ontwijken. 